# Гийом дьо Машо
Гийом дьо Машо (на френски: Guillaume de Machaut; ок. 1300 - 13 април 1377) е изтъкнат френски поет и композитор, създател на полифоничната меса. Автор е на около 400 поетични произведения.

## Биография
Гийом дьо Машо е роден ок. 1300 г. в околностите на Реймс. В периода 1323 - 1346 г. е секретар на чешкия крал Ян Люксембургски. По това време става и свещеник. Вероятно е придружавал Ян Люксембургски при пътуванията му (повечето от които с военни цели) в Европа (най-вече Прага).
След смъртта на краля в битката при Креси през 1346 г., Машо е популярен и търсен; ангажиран е от различни аристократи, сред които дъщерята на покойния Ян Люксембургски, а също и Шарл II Наварски, Жан дьо Бери, херцогът на Нормандия – Шарл, който през 1364 г. става крал на Франция (Шарл V).
Гийом дьо Машо оцелява след голямата чумна епидемия от XIV век („Черната смърт“) и завършва живота си в Реймс, където композира и работи върху съставянето на сборник със свои избрани съчинения.